# Женщина с кошкой
«Женщина с кошкой» — картина французского художника Пьера Огюста Ренуара, написанная в 1875 году. На ней изображена молодая женщина, сидящая в кресле и держащая в руках кошку. Работа была подарена г-ном и г-жой Бенджамин Э. Леви Национальной галерее искусств в Вашингтоне в 1950 году.

## Восприятие
Как отмечает портал The History of Art, «хотя „Женщина с кошкой“ не является резко „детализированной“, она не производит впечатления широкой или расплывчатой. Всё нарисовано с тщательным, точно настроенным вниманием, и как в героине картины, так и в кошке, которую она держит, чувствуется настоящая индивидуальность».